# Psyllobora borealis
Psyllobora borealis — жук из семейства божьих коровок (лат. Coccinellidae).

## Внешний вид
Жук с телом продолговато-овальной формы, более приземистым, чем у Psyllobora vigintimaculata, уплощенным в дорсовентральном направлении, длиной 2,4-3,1 мм и шириной 1,9-2,4 мм. Голова покрыта волосками. Усики имеют вздутые и слегка приплюснутые основания. Фоновый окрас верхней части тела светло-желтый. На нём есть тёмно-коричневые пятна. Рисунок на надкрыльях характеризуется крупными медиальными пятнами, крупными латеральными пятнами позади середины надкрылий, отдельными или связанными узкими перемычками с крупными внутренними пятнами, отделёнными от предвершинных пятен, которые, в свою очередь, не доходят до покровного шва; краевые точки обычно присутствуют.

## Экология и распространение
И личинки, и взрослые насекомые являются микофагами, питающимися грибами группы мучнистой росы порядка Гелоциевые.
Неарктическое насекомое. В Канаде он населяет южную окраину Британской Колумбии. В США он распространен от Вашингтона, Айдахо и западной Монтаны через Орегон, западный Вайоминг, Неваду, Юту и Колорадо до Калифорнии, северной Аризоны и северного Нью-Мексико.

## Фотогалерея

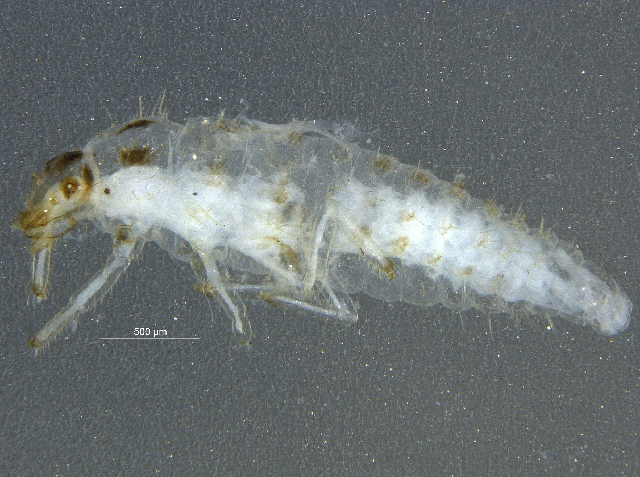
Личинка